# 也孙帖木儿
也孙帖木儿（Yesun Temur，？—？），察合台汗国第二十代可汗，察合台汗敞失的弟弟。1338年，也孙帖木儿谋杀敞失，登上汗位。他被母亲责备而变的经常酗酒。1339年，他被窝阔台系的阿里算端推翻。